# Aalborg Futsal Klub
Aalborg Futsal Klub (forkortet AFK) er en dansk futsalklub fra Aalborg. Klubben blev stiftet i 2013 i Aalborg.
Klubben spiller sine hjemmekampe i Aalborg Stadion Hal 1, og de spiller sine kampe i røde trøjer med røde shorts og røde strømper.

## Historie

### Klubben stiftelse og formål
Aalborg Futsal Klub blev dannet i 2013 med det formål at lave en klub, hvor interesserede kunne komme til at spille Futsal. Selvom Futsal siden 1989 har været FIFA, UEFA & DBU’s (fra 2008) eneste bud på et officielt indendørs fodboldspil, så bliver Futsal i de fleste almindelige danske fodboldklubber primært spillet som et lidt kuriøst alternativ til den
klassiske indendørsfodbold. Resultatet er, at Futsal de fleste steder lever en skyggetilværelse spillet af få interesserede trænere og spillere. 

### Hold på senior- og ungdomsplan
Klubben startede ud med at have 13 hold oprettet fordelt blandt senior- og ungdomshold, og det videreudvikledede sig bl.a. til 22 hold sæsonen efter i 2014, hvor bl.a. klubbens U17
Drenge spillede sig frem til U17 DM. Det blev til en tredjeplads, men en af klubbens egne blev kåret til bedste spiller af Danmarks futsallandsholds træner Nikolaj Saabye. Samme drengeungdomshold spillede sig et par år efterfølgende igen til de afgørende kampe til danmarksmesterskaberne, denne gang som U19 Drenge, hvor det til en andenplads.
Antallet af tilmeldte hold hos klubben har i årenes løb forsat med at stige hos begge køn. Særligt i ungdomsrækkerne, hvor også hos pigerne har haft flere hold fremme ved de jyske mesterskaber gennem årene.

### Futsal Ligaen
Den 24.november 2016 spillede klubben sin første kamp i Danmarks bedste række indenfor Futsal. En velbesøgt hjemmekamp mod Lundergård endte 4-4 i Gigantium. Dette skete efter klubbens førstehold sæsonen forinden havde rykket op under ledelse af førsteholdstrænerne Claus Jørgensen og Thomas Bay, som også er klubbens stiftere. I klubbens første sæson i Futsal Ligaen sikrede klubben overlevelse på et solidt grundlag. I klubbens anden sæson oplevede man større udfordringer og det resulterede i en nedrykning, men det gav plads til omstrukturering og genopbyggelse. Det gav pote og man rykkede direkte igen op til Futsal Ligaen sæson efter.
Klubben spillede i sin første DM i futsal kvartfinale i 2020, efter man havde rykket op i ligaen igen. Det blev næsten til en semifinale, men man måtte se sig slået af de senere sølvvindere Lystrup Futsal, som man ellers var tæt på at slå i grundspillet. Sæsonen efter i 2021 spillede man sig igen til slutspillet, men igen her blev kvartfinalen endestationen. Her mødte man til gengæld forhenværende 3-gange danske mestre i DM i futsal, og senere sølvvindere i 2021, København Futsal over to kampe, hvor de måtte se sig slået i sidste ende.
Den efterfølgende sæson i 2022 mødte man ligeledes København Futsal i en direkte dyst om at komme i kvartfinalen. Københavnerne blev slået ud og Aalborg spillede sig således videre til kvartfinalerne. Denne gang blev det igen det sidste stop, hvor man ellers spillede lige op med de storsatsende Hjørring Futsal Klub

## Spillested
Klubben har spillet sine hjemmekampe forskellige steder i Aalborg. Det startede ud med hjemmebane i Gigantium, men kampene er senere hen flyttet ud til Aalborg Stadion Hal 1 ude ved Aalborg Portland Park som har kapacitet til 1800 tilskuere.

## Spillertrup
| Nr. |  | Position | Spiller                      |
| --- |  | -------- | ---------------------------- |
| 1   |  | MM       | Emil Blankensteiner          |
| 2   |  | MM       | Marcus Christensen           |
| 3   |  | MI       | Mads Leth                    |
| 4   |  | ANG      | Frederik Andersen            |
| 5   |  | MI       | Kaare Kvist                  |
| 6   |  | MI       | Christian Lundby Søndergaard |
| 7   |  | MI       | Rasmus Leth                  |

| Nr. |  | Position | Spiller                          |
| --- |  | -------- | -------------------------------- |
| 8   |  | MI       | Mathias Blankensteiner (Anfører) |
| 9   |  | MI       | Sune Breum                       |
| 10  |  | MI       | Simon Mathiesen                  |
| 11  |  | MI       | Jakob Jørgensen                  |
| 12  |  | MI       | Jeppe Leth                       |
| 13  |  | MI       | Tobias Christensen               |
| 14  |  | MI       | Amir Darvishani                  |